# Dorothea Kuhrau-Neumärker
Dorothea Kuhrau-Neumärker (* 4. Juni 1940; † 25. Mai 2025) war eine deutsche Evangelische Theologin und Hochschullehrerin.

## Werdegang
Dorothea Kuhrau-Neumärker absolvierte an den Universitäten Bonn, Heidelberg und Prag ein Studium der Evangelischen Theologie, Philosophie und Slawistik. Sie wurde 1972 ordiniert und 1973 an der Universität Münster mit der Dissertation Josef L. Hromádka. Theologie und Politik im Kontext des Zeitgeschehens promoviert. Ab 1974 hatte sie eine Professur für Philosophie und Ethik am Fachbereich Sozialwesen der Fachhochschule Münster inne.

## Publikationen (Auswahl)
- Karma und Caritas. Soziale Arbeit im Kontext des Hinduismus, Schriftenreihe »Praxis und Forschung« des Fachbereichs Sozialwesen der Fachhochschule Münster, Münster 1999
- „War das o.k.?“ Moralische Konflikte im Alltag sozialer Arbeit. Münster: Waxmann 2005. ISBN 978-3-8309-1330-6